# Centroclisis maillardi
Centroclisis maillardi är en insektsart som först beskrevs av Sélys-longchamps 1862.  Centroclisis maillardi ingår i släktet Centroclisis och familjen myrlejonsländor. Inga underarter finns listade i Catalogue of Life.